# DVD Flick v2
DVD Flick v2 は、開発の停止している DVD Flick からZather氏の手により派生したバージョンで最新のバージョンは1.3.1.0となっている。 
メインの改良点は、アナライズとエンコードをセットで行う、2パス・エンコーディングへの対応（FFmpeg依存）があげられる。

## 動作環境
Microsoft Windows 2000/XP/Vista/7/8/8.1/10
※日本語への対応を行っている勝手に日本語化ではメイリオをフォント指定しているためVista以降を推奨している。

## 既知の問題点
DVD Flick v2 1.3.1.0では、FFmpegのバージョン2.8.1に変更されているが、MPEGファイルが追加できない問題が発生している。
前バージョン1.3.0.9では、プログラム本体は1.3.1.0と同一であるが、FFmpegのバージョンの違うため、こちらではこの問題は発生していない。
ただし、2.8.5以前の古いFFmpegには複数の脆弱性が報告されているため使用にはセキュリティー対策を行うなど注意が必要である。